# Eupanacra elegantulus
Eupanacra elegantulus is een vlinder uit de familie van de pijlstaarten (Sphingidae). De wetenschappelijke naam van de soort werd in 1856 gepubliceerd door Gottlieb August Wilhelm Herrich-Schäffer.